# Mémorial Berkeley
Le mémorial Berkeley est un monument situé à Basseterre à Saint-Christophe-et-Niévès.

## Historique
Érigé en 1883 et dédié à Thomas B. H. Berkeley, il a longtemps été le seul monument commémoratif public commémorant une personne dans le pays

## Architecture
La structure contient une horloge et une fontaine et a été conçu et réalisé par George Smith and Co. provenance de Glasgow, en Écosse. La fonderie a produit deux autres structures similaires, mais seule celle de Saint-Christophe a survécu.